# 술림 야마다예프
술레이만 베크미르자예비치 야마다예프(러시아어: Сулейман Бекмирзаевич Ямадаев; 1973년 6월 21일 – 2009년 3월 30일), 또는 간단히 술림 야마다예프(Сулим Ямадаев)는 체첸의 군사령관이다. 6명의 야마다예프 형제 중 넷째인 그는 제1차 체첸 전쟁 동안 이치케리야 체첸 공화국을 위해 싸웠다가 제2차 체첸 전쟁 중 러시아로 전향하여 스페츠나츠 GRU 산하 동방 특수대대를 지휘했다. 이에 따라 2008년까지 그는 2007년부터 체첸을 이끌어온 체첸 대통령 람잔 카디로프가 통제하는 부대 이외에 가장 큰 친-크렘린 민병대를 공식적으로 지휘했다. 2008년 8월 1일부터 22일까지 야마다예프는 러시아에서 현역 연방 체포 영장이 발부된 상태였지만, 러시아의 조지아 침공 동안에도 동방 특수대대를 계속 지휘했다.
2003년 3월 5일, 야마다예프의 형 자브라일 야마다예프는 폭탄 공격으로 암살되었다. 2008년 9월 24일, 그의 큰형 루슬란 야마다예프는 모스크바 스몰렌스카야 제방에서 총격을 받고 사망했는데, 초기 언론 보도에서는 그를 술림으로 식별했지만 나중에 이름이 수정되었다. 2009년 3월 28일, 야마다예프 자신도 두바이의 지하 주차장에서 여러 차례 총격을 받았다. 현장에서 사망한 것으로 추정되었지만, 그의 동생 이사 야마다예프는 실제로 병원으로 이송되어 이틀 후 사망했다고 주장했다. 당시 야마다예프는 카디로프와 1년간의 권력 투쟁에 갇혀 있었다.

## 생애
야마다예프는 모스크바에서 사업을 공부한 후 체첸으로 돌아왔다. 그는 한때 자신의 꿈이 전사가 되는 것이며, 한동안 아프가니스탄으로 가서 훈련을 받기로 결정했다고 말했다. 체첸 대통령 아슬란 마스하도프 휘하에서 그는 야전 사령관으로 복무했으며, 1998년 구데르메스에서 급진적인 와하브파 민병대를 격파한 특수부대 분견대를 지휘했다.
제2차 체첸 전쟁 중, 야마다예프 가문과 아흐마트 카디로프는 그들의 거점인 구데르메스가 연방군에 의해 싸움 없이 점령되도록 주선했다. 나중에 술림은 2003년 형 자브라일 야마다예프의 암살 이후 그를 계승하여 약 600명의 병력으로 구성된 GRU 스페츠나츠 부대인 동방 특수대대의 지휘관이 되었다. 육군 대장 Alexey Maslov와 긴밀히 협력하면서, 술림 야마다예프는 동방 대대가 2004년 4월 체첸의 아랍 무자헤딘 사령관 Abu al-Walid를 사살한 후 러시아 연방영웅 메달과 칭호를 받았다. 체첸 내에서 야마다예프치(Yamadayevtsy)로 알려진 그의 준군사 병사들은 무례하고 전쟁과 범죄를 혼합하는 경향이 있다고 알려져 있는데, 야마다예프는 체첸의 전반적인 군사 권한을 누가 통제하는지에 대해 람잔 카디로프(아흐마트의 아들) 및 Said-Magomed Kakiyev와 자주 충돌했다. 술림의 동생인 이사와 바드루디는 대대의 중대 지휘관이 되었다.
2008년 4월 14일, 야마다예프와 람잔 카디로프에게 충성하는 세력은 라이벌 체첸 파벌 간의 가장 큰 전투 중 하나에 참여했다. 충돌은 구데르메스에서 각 그룹의 호송대가 서로 마주쳤을 때 발생했으며, 보고에 따르면 약 18명이 사망했다. 야마다예프에게 충성하는 사람들과 카디로프의 세력 사이에 치열한 갈등이 뒤따랐다. 이 갈등에서 카디로프가 승리했고, 결국 야마다예프는 그의 직책에서 해임되었고 체첸에서 수배된 "범죄자"로 선언되었다. 8월 6일, 이전 '러시아의 영웅' 야마다예프와 그의 특공대 일부는 연방 수배 목록에 올랐다. 그의 형이자 두마 대리인인 루슬란 야마다예프에 따르면, 술림은 영장이 발부될 당시에도 여전히 모스크바에 살고 있었고 숨지 않았다고 한다. 다른 야마다예프 형제인 바드루디는 2008년 초에 연방 수배 목록에 올랐다. 모스크바에 기반을 둔 국방 분석가 Pavel Felgenhauer에 따르면, "이것이 중요한 이유는 체첸에서 카디로프에게 가해진 드문 도전이었기 때문이다. 이제 야마다예프가 진압되었고 카디로프가 체첸을 통제하고 있다는 것이 분명하다."
그가 러시아에서 수배된 지 며칠 후, 가제타는 야마다예프가 조지아의 분리주의 남오세티야 공화국의 츠힌발리 외곽에서 군사 작전에 참여하고 있다고 보도했다. 노바야 가제타의 군사 특파원 아르카디 바브첸코는 조지아에서 야마다예프와 그의 남은 충성스러운 부하들과 동행했다. 전쟁 후, 8월 22일, 리아 노보스티는 야마다예프가 체첸의 보스토크 대대 지휘관 직책에서 공식적으로 해임되었다고 보도했다. 같은 날, 야마다예프에 대한 수색은 중단되었는데, 이는 공식적으로 체첸 MVD가 그의 소재를 확인했기 때문이었다(수사 기관에 따르면 야마다예프는 모스크바에 있었다).
2008년 9월 24일, 루슬란 야마다예프와 은퇴한 러시아 육군 장군 Sergey Kizyun(야마다예프 가문의 보호자)은 크렘린에서 운전하던 중 모스크바 중심부에서 술림의 차 안에서 총격을 받았다. 루슬란 야마다예프는 치명상을 입었다. 초기 언론 보도는 피해자의 이름을 "술림 야마다예프"로 보도했지만, 나중에 수정되었다. 술림 야마다예프는 카디로프를 비난하며 형의 죽음에 대한 복수를 맹세했다.

## 암살
2009년 3월 29일, 술림 야마다예프는 두바이에서 암살당한 것으로 보도되었다. 그는 그곳에서 수개월 동안 술레이만 야마다예프 또는 술레이만 마도프로 살았다. 그의 두 경호원은 그가 지하 차고에서 목덜미에 총을 맞았다고 말했다. 경찰은 이 공격과 관련하여 러시아 시민 한 명을 구금하려 했으나, 용의자는 도주했다. 그러나, 초기 사망 보도에도 불구하고 그의 동생 이사에 따르면 야마다예프는 최소 세 발의 총상을 입고 살아남아 위독한 상태로 병원에 입원했다. RIAN에 따르면 야마다예프는 암살 시도에서 살아남은 후 군 병원에 입원했으며, 공격자들에게 반격하여 "목숨을 구했다"고 한다. 두바이 경찰은 이를 부인하며 야마다예프가 총격으로 입은 부상으로 즉사했다고 보고했다. 체첸 대통령 람잔 카디로프는 4월 1일 야마다예프가 걸프 국가에 묻혔다고 확인했다.
2009년 4월 5일, 두바이 경찰은 아담 델림하노프를 암살 명령을 내린 혐의로 기소했다. 델림하노프는 국가두마의 통합 러시아당 소속 의원이자 카디로프의 사촌이자 측근이다. 그는 이 혐의를 부인하며 "이는 도발이며 체첸 공화국의 상황을 불안정하게 만들려는 시도"라고 말했다. 나중에 인터폴은 이 살인 사건과 관련하여 7명의 러시아 시민에 대한 체포 영장을 발부했다. 델림하노프 외에 젤림칸 마자예프, 엘림파샤 하츠예프, 살만 키마예프, 티르팔 키마예프, 라마잔 무시에프, 마르반 키마예프는 "생명과 건강에 대한 범죄"로 수배되었다.

## 범죄 혐의
- 2008년 8월, 술림 야마다예프는 구데르메스키군의 Dzhalka 마을 주민인 지역 사업가 우스만 바차예프의 1998년 납치 및 살인 혐의로 공식적으로 수배되었다. 검찰에 따르면 야마다예프는 바차예프의 석방을 위해 10만 달러의 몸값을 요구했고, 나중에 2000년 4월 피해자의 친척들에게 묘지가 어디에 있는지 알려주었다고 한다.[5] 야마다예프의 몸값 납치 개입은 2006년 안나 폴릿콥스카야의 생전에 출판된 마지막 기사에서도 주장되었다(폴릿콥스카야는 검찰청 자료에 따르면 야마다예프의 "조직"이 GRU 부대로 합법화되기 전에도 납치에 가담했다고 썼다).[24]
- 2005년 6월, 그의 대대는 보로즈디노브스카야 작전을 수행했는데, 이 작전은 노인 한 명의 살해와 11명의 민간인이 실종되어 다시는 볼 수 없게 된 결과를 낳은 소탕 작전이었다. 나중에 동방 대대 지휘관 중 한 명은 3년의 집행유예를 선고받았다. 당시 동방 대대장이었던 야마다예프는 그의 군인들의 죄를 인정했지만, 작전이 그의 지식 없이 수행되었다고 주장했다.[25][26][27]
- 야마다예프의 부하들은 사망한 희생자들의 머리를 자르고, 포로들을 성적으로 학대하고, 고문하고, 처형한 혐의를 받았다. 2007년, 디마 벨리아코프라는 러시아 사진작가는 술림 야마다예프와 그의 동방 대대를 체첸의 Vedensky District에서 임무 수행 중 따라다녔다. 그의 사진들은 습격 중 동방 대원들의 가혹한 행동을 드러냈다.[28] 2008년 5월, 동방 부대원은 구데르메스 근처의 폐쇄된 생화학 비료 공장에 있는 비밀 매장지 위치를 밝혔고, 그곳에서 완전히 부패한 시신 7구가 발견되었다. 다음 날, 그 남자는 자브라일 야마다예프를 살해한 혐의로 2003년에 총살당한 동방 소대장 바하르솔트 자카예프의 매장지를 밝혔다.[29]
- 2006년 체첸 민병대(allegedly 동방 부대)에 의해 급습된 상트페테르부르크의 육가공 공장 샘슨에서 돈을 갈취하는 데 야마다예프가 연루되었다는 보고도 있었다.[30]
- 체첸 대통령 람잔 카디로프는 술림 야마다예프가 그의 아버지 아흐마트 카디로프 암살과 람잔의 거주지 근처 호수에 독을 넣어 람잔을 살해하려 한 시도에 공모했다고 비난했다.[31]

러시아 인권 단체 메모리알에 따르면 2008년 8월, "이제 우리는 목격자들의 증언을 통해 조지아 전쟁 중 동방 대대원들이 포로들을 인도적으로 대했다는 것을 안다. 내가 이해하는 한, 체첸 대대는 (고리 지구에서 조지아인들을 상대로 한) 폭동에 참여하지 않았으며, 야마다예프에게 씌워진 모든 혐의는 과거에 해당하는 것이다."

## 같이 보기
- 야마다예프 형제
- 러시아 연방영웅 목록